# Karin Söderholm-Strömberg
Karin Cecilia Margareta Söderholm-Strömberg, född Söderholm 29 maj 1887 i Strängnäs, död 18 november 1973, var en svensk psykiater.
Söderholm blev medicine licentiat vid Lunds universitet 1923, var extra ordinarie hospitalsläkare vid Vadstena hospital 1923–26, hospitalsläkare där 1926–29 och vid Helsingborgs hospital 1929–31. Hon var tillförordnad överläkare vid Sankta Maria sjukhus i Helsingborg 1931, överläkare där 1932–34 och överläkare vid Sankt Lars sjukhus i Lund 1934–53. Hon tilldelades medaljen Illis quorum meruere labores av åttonde storleken 1949.